# Radoljna
Rádoljna je desni pritok Drave iz osrednjega dela Pohorja. Nastane iz več manjših izvirov na severni strani razvodnega hrbta pri smučarskem središču Rogla. Kratek čas teče po razmeroma položni in neizraziti dolini proti severu, a že nekaj nižje vstopi v vse ožjo in strmo dolino. Na obeh straneh jo obdajajo strma gozdnata pobočja, od koder se vanjo stekajo številni kratki potoki. Po nekaj kilometrih toka dobi z desne prvi večji pritok Plesiščico, nato se začne dolina obračati proti severovzhodu. Malo nad Lovrencem vstopi v manjšo dolinsko razširitev in teče ves čas po njenem vzhodnem robu. Na severnem koncu širšega dela doline dobiva z leve največji pritok Slepnico in pri Puščavi še z desne strani Lamprehtov potok, nato pa se ponovno zaje v trde pohorske kamnine, zavije proti severu v kratko sotesko Vrata in se pri vasi Ruta izliva v Dravo.
Ime potoka naj bi izhajalo iz nekega slovanskega osebnega imena (po mnenju jezikoslovca F. Bezlaja iz Radol ali Radul), po drugem iz imena Radigoj; po potoku naj bi se nekoč imenovala tudi vas Radmilje, današnji Lovrenc. V starejših zgodovinskih virih se ime pojavlja v več oblikah, mdr. Radimlach (1091), Reddim (1254), Bach Radel (1785), Radlbach (1825). Na starih avstrijskih vojaških kartah se potok imenuje Radel Bach, na istem zemljevidu je v srednjem toku zapisano napačno ime (Szlepnica Bach).
Zgornji del porečja Radoljne je v magmatski kamnini granodiorit, ki je nastala v miocenu z izlivanjem magme med starejše plasti (lakolit) in jo je razkrila kasnejša erozija. Pred vstopom v dolinsko razširitev pri Lovrencu prečka še pas metamorfnih kamnin (predvsem diaftorit). Oblika doline se povsem spremeni, ko priteče v nekoliko bolj odprt svet Ribniško-Lovrenškega podolja s položnejšimi pobočji, v katerem so se ohranili miocenski sedimenti nekdanjega Panonskega morja (peščenjak, peščeni lapor). Na poti do Drave prečka potok še ozek pas hribovja (Rdeči breg), ki je podobno kot Pohorje zgrajeno iz erozijsko odpornejših metamorfnih kamnin (gnajs, amfibolit).
V zgornjem delu doline nad Lovrencem ima Radoljna precejšen strmec in teče deloma po živoskalni podlagi ter mestoma med večjimi skalami; ponekod so v strugi nizki pragovi, prek katerih teče potok v nekaj metrov visokih slapovih. Zaradi povsem naravne struge in gozdnatega okolja je Radoljna v tem delu slikovit gorski potok, v zadnjih letih priljubljena tudi med ljubitelji soteskanja. Nekoliko pod izlivom Plesiščice je na potoku manjša pregrada, s katero odvajajo del vode v cevovod za malo HE Lovrenc. Odsek v širšem delu doline pri Lovrencu je povsem drugačen: potok teče po lastnih prodnih naplavinah, vendar ostaja živahen hudournik in ob močnejših padavinah spodjeda bregove, prestavlja strugo ter močno nasiplje prod in drugo plavje, tako da so ga morali na nekaterih odsekih umiriti z vodogradbenimi posegi. Skozi sotesko Vrata teče spet bolj ali manj po živoskalni podlagi, ob potoku je le malo ravnega sveta. Janez Koprivnik jo je v svojem delu o Pohorju slikovito opisal: »Radolna pada s silnim hruščem črez mnogo visokih jezov, žene veliko število žag in rada močno naraste, če je delj časa šel dež. Do Šent Lovrenca teče po ozkem koritu, od tod blizu do Puščave po vzhodnem robu Šentlovrenske kotline, od Puščave do izliva pa po skaloviti, divji in romantični soteski. Pred izlivom v Dravo nad Šentlovrensko postajo je napeljan črez njo 48 m dolg železniški most.«
Radoljna je izrazit hudournik in občasno povzroča hude težave zlasti v srednjem toku, kjer je nekoč odnašala žage in mline. Zlasti huda je bila poplava leta 1916, »ko je narasla Radoljna uničila številne vodne naprave ter odnesla veliko žag in mlinov.«. Tudi danes je ob srednjem toku v ozki poplavni ravnici ali tik ob potoku kar nekaj stanovanjskih in drugih zgradb, ki jih lahko ogrozijo hujše poplave. Takšne so bile 5. novembra 2012, ko je Radoljna na vodomerni postaji Ruta dosegla maksimalni pretok 62,8 m3/s.
V preteklosti je bila Radoljna izjemno pomemben vir vodne energije, saj so bile v njenem srednjem toku žage nanizane takorekoč druga ob drugi. V 19. st. sta bili ob njej tudi dve fužini, ena pri Puščavi, druga pod današnjim Lovrencem. Lastnik prve je bil samostan iz Šentpavla v Labotski dolini in je delovala do leta 1852. Druga fužina je s presledki delovala od leta 1815 dalje blizu izliva Slepnice v Radoljno; na njeni osnovi deluje od leta 1881 današnja tovarna kos in srpov.

Ob Radoljni nad Lovrencem naj bi že v začetku 19. stoletja stala glažuta, ki pa je po nekaj letih propadla. Na njenem mestu  so leta 1834 postavili novo glažuto, ki je obratovala kakšnih 50 let. Les so dobivali iz gozdov falske gospoščine na vrhu Pohorja, za dovoz lesa  so vse do glažute zgradili vodno drčo.
Po dolini Radoljne je speljana regionalna cesta št. 701 Ruta–Lovrenc–Pesek do smučarskega središča Rogla in naprej v Zreče.
Danes je v zgornjem toku Radoljne pod smučarskim središčem Rogla manjše akumulacijsko jezero, namenjeno zadrževanju padavinske vode za zasneževanje smučarskih prog. Manjše akumulacijsko jezero je tudi nekoliko niže na levi strani doline v krnici Jezerc. Na nadmorski višini 545 m, malo pod izlivom potoka Plesiščica, je na Radoljni pregrada, od koder del vode odvajajo po 3760 m dolgem cevovodu do strojnice male hidroelektrarne Lovrenc (instalirana moč 1,56 MW), ki stoji na levem bregu malo nad tovarno kos in srpov.
Radoljna je tudi ribolovni potok, v njej mdr. živijo potočna postrv (Salmo trutta), lipan (Thymallus thymallus) in šarenka (Oncorhynchus mykiss). Z ribljim življem upravlja ribiška družina Ruše.
Zgornji del porečja Radoljne, do malo nad izlivom Plesiščice, je vključen v varstveno območje Natura 2000 Pohorje. Zgornji tok Radoljne (do pregrade) s pritoki je opredeljen kot naravna vrednota državnega pomena. Isto velja tudi za krnico Jezerc z akumulacijskim jezerom, v kateri se je v zadnji ledeni dobi zadrževal eden od dveh doslej poznanih ledenikov na celotnem Pohorju; drugi je bil v krnici Jelenovka pod Ribniškim jezerom.